# 鳥取市立西中学校
鳥取市立西中学校（とっとりしりつ にしちゅうがっこう）は、鳥取県鳥取市寿町にある公立中学校。

## 概要
校区は、醇風小学校、富桑小学校、明徳小学校の通学区域となっている。1985年の第40回国民体育大会をきっかけに相撲部の活動に力を入れており、近接する鳥取城北高校と連携して活動を行っている。このため鳥取県外から「相撲留学」する形で進学して寮生活を送る相撲部員も多い。

## 沿革
- 1947年（昭和22年）4月1日 - 創立。
- 1999年（平成11年）10月22日 - 新校舎に移転。

## 通学区域
- 醇風小学校校区
  - 相生町一丁目、相生町二丁目、相生町三丁目、相生町四丁目、片原四丁目、片原五丁目、川端四丁目、川端五丁目、玄好町、寿町、材木町、新品治町、茶町、田園町一丁目、田園町二丁目、二階町四丁目、西品治（鳥取県道193号田島片原線以北の一部）、西町四丁目、西町五丁目、本町四丁目、本町五丁目、南町（旧北本寺、旧南本寺地区）、元魚町三丁目、元魚町四丁目、薬師町
- 富桑小学校校区
  - 行徳二丁目の一部、行徳三丁目の一部、田島（二区）、西品治（鳥取県道193号田島片原線以南）、安長の一部
- 明徳小学校校区
  - 今町一丁目、今町二丁目、扇町の一部、瓦町、行徳一丁目、行徳二丁目の一部、行徳三丁目の一部、幸町、東品治町、南町（旧梶川、旧瓦町地区）

## 著名な出身者
- 大喜鵬将大（大相撲力士、宮城野部屋）
- 石浦鹿介（大相撲力士、宮城野部屋）
- 美ノ海義久（大相撲力士、木瀬部屋） - 3年次にうるま市立具志川中学校から転入
- 木﨑海伸之助（大相撲力士、木瀬部屋）
- 境澤賢一（大相撲力士、尾上部屋） - 3年次に浦和市立内谷中学校より転入
- 伯桜鵬哲也（大相撲力士、伊勢ヶ濱部屋）
- 網谷勇志（中学生横綱、US SUMO OPEN（英語版）優勝(2017年、2019年)、実業家、YouTuber、俳優）
- 山本リエ（イメージアップコンサルタント、第一印象評論家、フリーアナウンサー、講師）